# Perczulica

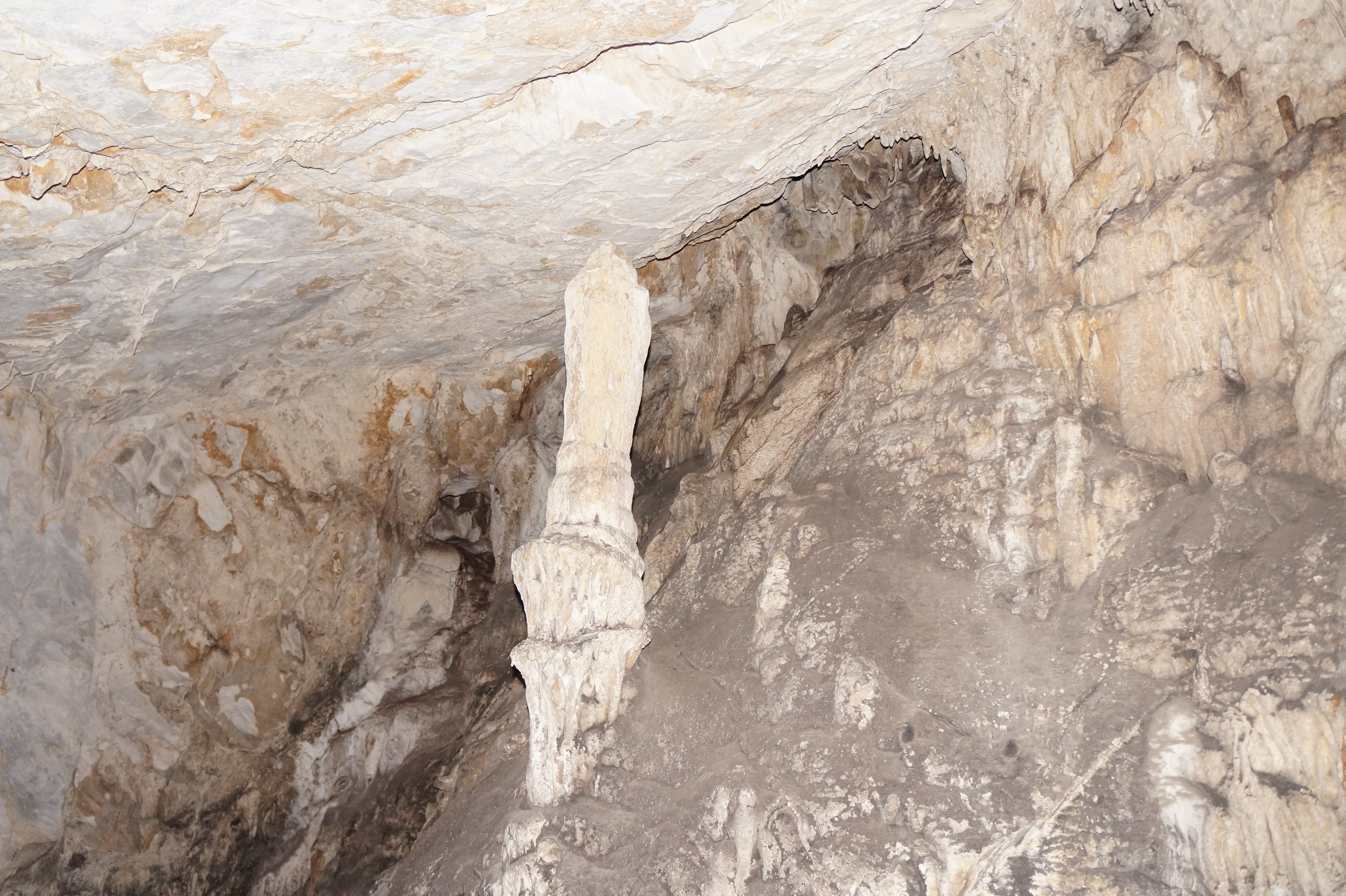
Jaskinia Laparnica u podnóża góry Perchulica

Perczulica (maced. Перчулица) – szczyt górski o wysokości 2423 m n.p.m. w środkowej części Macedonii Północnej.

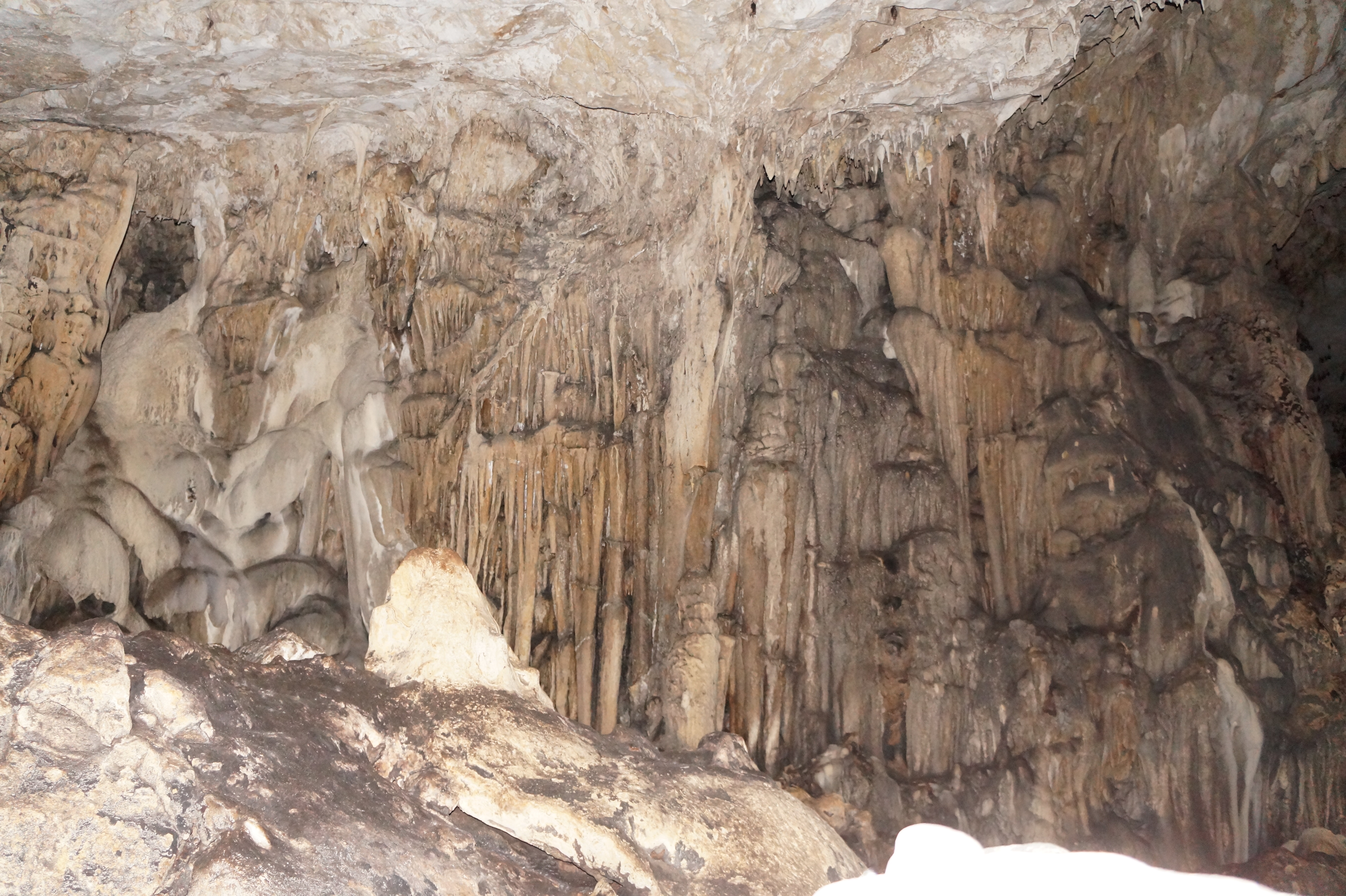
Wnętrze jaskini Laparnica

## Położenie i opis
Perczulica znajduje się w paśmie górskim Jakupica pomiędzy górami Dautica i Karadżica, na wschód od wsi Belica. Grzbiet góry rozciąga się na 5 km. Zbudowana jest głównie z dolomitu oraz marmuru. Na zboczach góry znajdują się jaskinie, najgłębszą jest Солунска Пропаст V, która rozciąga się na 370 metrów. U podnóża góry znajdują się jaskinie Laparnica oraz Golubarnica. Znajdują się tam także 2 nienazwane źródła – w miejscowości Chawarnik oraz w Salonikach. Na górze dominują czarne sosny.